# كفيتسايد
كفيتسايد هي بلدية في مقاطعة تلمارك، النرويج. تعد جزءاً من منطقة غرب تلمارك التقليدية. المركز الإداري للبلدية هي قرية كفيتسايد. الصناعات الرئيسية التي تعتمد عليها البلدية الحراجة والزراعة والسياحة والطاقة الكهرومائية.

## أعلام
- هانس كابيلين